# Casteljaloux
Casteljaloux är en kommun i departementet Lot-et-Garonne i regionen Nouvelle-Aquitaine i sydvästra Frankrike. Kommunen ligger i kantonen Casteljaloux som tillhör arrondissementet Nérac. År 2022 hade Casteljaloux 4 639 invånare.

## Befolkningsutveckling
Antalet invånare i kommunen Casteljaloux
| Referens: INSEE |